# أليكس ديلا فالي
أليكس ديلا فالي (بالإيطالية: Alex Della Valle)‏ هو لاعب كرة قدم سان مارينوي، ولد في 13 يونيو 1990 في مدينة سان مارينو في سان مارينو. شارك مع منتخب سان مارينو لكرة القدم. أما مع النوادي، فقد لعب مع نادي ريميني.

## وصلات خارجية
- أليكس ديلا فالي على موقع الاتحاد الأوربي (الإنجليزية)
- أليكس ديلا فالي على موقع قاعدة بيانات كرة القدم.إي يو (الإنجليزية)
- أليكس ديلا فالي على موقع ناشيونال فوتبول تيمز (الإنجليزية)
- أليكس ديلا فالي على موقع Soccerway.com (الإنجليزية)